# Gorno Szredorecsie
Gorno Szredorecsie (macedónul: Горно Средоречие) település Észak-Macedóniában, a Délnyugati körzet Debarcai járásában.

## Népesség
| Lakosok száma | 175  | 297  | 161  | 140  | 80   | 59   | 38   | 14   | 7    |
|               | 1948 | 1953 | 1961 | 1971 | 1981 | 1991 | 1994 | 2002 | 2021 |

2002-ben 14 lakosa volt, akik mindannyian macedónok.